# البحار مندي (مسلسل)
البحار مندي مسلسل مصري بطولة الفنان أحمد عبد العزيز والفنانة نيرمين الفقى والفنان حسن حسني ويحكي قصة حب لم تكتمل بين البحار مندى وزغدانة بسبب قيام جنود من الاحتلال الانجليزى باغتصاب زغدانة وقيام البحار مندى بأخذ الثأر وقتل جنود انجليز وقيامه بالهرب وتتوالى احداث المسلسل
ومسلسل قصة: صالح مرسى سيناريو وحوار: محمد الباسوسى إخراج: هانى لاشين بطولة: احمد عبد العزيز - نرمين الفقى - ندى بسيونى حسن حسنى - خيرية احمد